# Hrabstwo Prentiss
Hrabstwo Prentiss (ang. Prentiss County) – hrabstwo w stanie Missisipi w Stanach Zjednoczonych. Obszar całkowity hrabstwa obejmuje powierzchnię 418,24 mil² (1083,24 km²). Według szacunków United States Census Bureau w roku 2009 miało 25 709 mieszkańców.
Hrabstwo powstało w 1870 roku.
Hrabstwo należy do nielicznych hrabstw w Stanach Zjednoczonych należących do tzw. dry county, czyli hrabstw gdzie decyzją lokalnych władz obowiązuje całkowita prohibicja.

## Miejscowości
- Booneville
- Jumpertown
- Marietta[6]

| Populacja hrabstwa w poprzednich latach | Populacja hrabstwa w poprzednich latach |
| Rok                                     | Liczba ludności                         |
| --------------------------------------- | --------------------------------------- |
| 1980                                    | 24 015                                  |
| 1990                                    | 23 278                                  |
| 2000                                    | 25 556                                  |
| 2005                                    | 25 593                                  |